# 瓦西爾庫夫

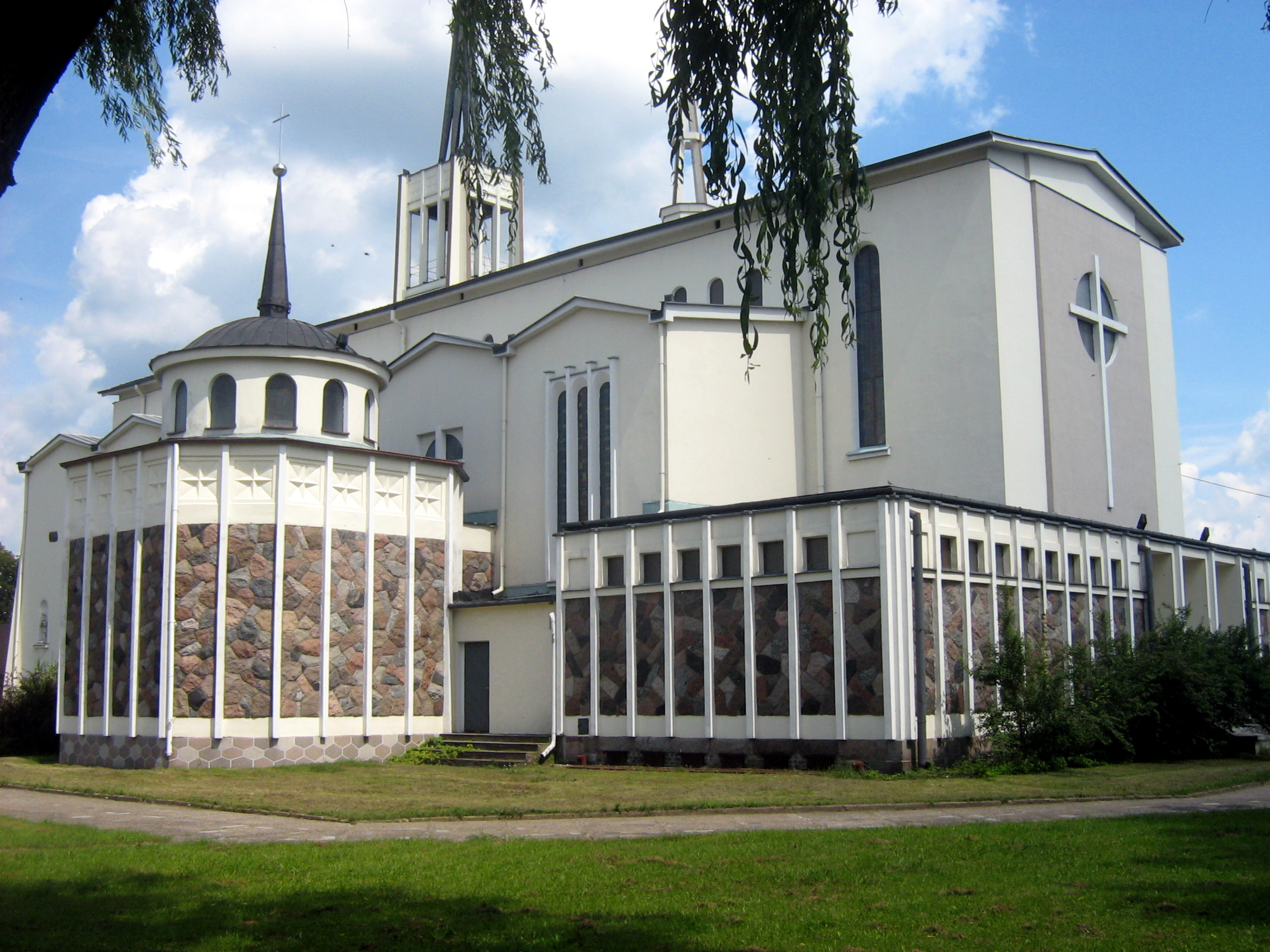

瓦西爾庫夫是波蘭的城鎮，位於該國東北部，距離首府比亞韋斯托克約8公里，由波德拉謝省負責管轄，面積28.15平方公里，該地區自中石器時代有人類居住，2006年人口8,967。

## 外部連結
- Official town website （页面存档备份，存于）

53°12′N 23°13′E / 53.200°N 23.217°E